# 파이프라인 수송

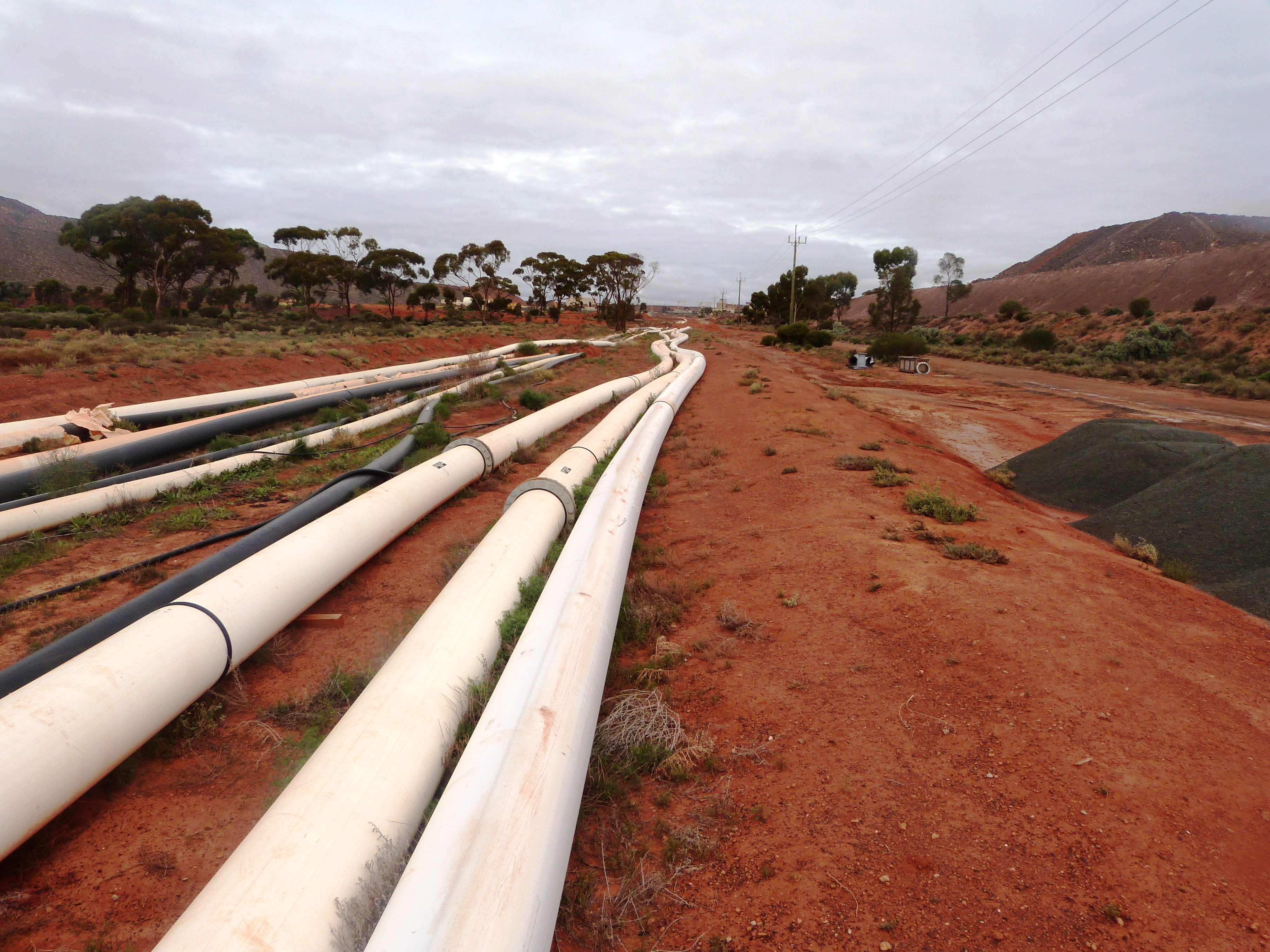

파이프라인 수송은 파이프라인을 통하여 석유나 천연가스, 가루 석탄, 모래 등 공업 관련 제품을 운송하는 방식이다. 이 중 가루 석탄이나 모래 등을 분말 상태로 만들어 물과 섞어 진흙 상태로 파이프라인을 통해 운송하는 방식을 슬러리 수송이라고도 한다. 파이프라인은 주로 땅속에서 설치하므로 파이프라인 운송은 기후의 영향을 거의 받지 않으며, 대량의 화물을 매우 저렴하고 안전하게 운반할 수 있다. 그러나 운송 시간이 매우 오래 걸리는 단점이 있다.
파이프라인은 일반적으로 대량의 석유, 정제된 석유 제품 또는 천연 가스를 운송하는 가장 경제적인 방법으로 평가받는다. 예를 들어, 2014년에 원유의 파이프라인 운송 비용은 배럴당 약 $5인 반면 철도 운송 비용은 배럴당 약 $10에서 $15라고 한다. 트럭 운송은 추가 노동력이 필요하기 때문에 비용이 훨씬 더 많이 든다.
미국에서는 원유 및 석유 제품의 70%가 파이프라인을 통해 운송된다.(약 23%는 선박, 4%는 트럭, 3%는 철도) 캐나다에서 천연가스 및 석유 제품의 경우에는 97%가 파이프라인을 통해 운송된다.
파이프라인은 해저에 건설될 수 있지만, 그 과정은 경제적으로나 기술적으로 까다롭기 때문에 대부분의 해상 석유는 유조선으로 운송되고 있다.

## 특징
- 화물 중량 : 대량 화물
- 운송 거리 : 원, 중거리
- 운송 비용 : 운임이 가장 낮다.
- 기후 영향 : 거의 없다.
- 안전성 : 매우 높다.
- 일관 운송 체계 : 낮다.
- 중량 제한 : 없다.
- 운송 시간 : 매우 길다.

## 같이 보기
- 지역 난방